# Estació de Borgonyà
Borgonyà és una estació de ferrocarril propietat d'adif situada a la població de Borgonyà (Sant Vicenç de Torelló) a la comarca d'Osona. L'estació es troba a la línia Barcelona-Ripoll per on circulen trens de la línia R3 de Rodalies de Catalunya operat per Renfe Operadora.
Aquesta estació de l'antiga línia de Barcelona a Sant Joan de les Abadesses (actualment el tram Ripoll - Sant Joan és una via verda) va entrar en servei l'any 1879 quan es va obrir el tram entre Torelló i Sant Quirze de Besora. El 2004 Adif va realitzar obres amb l'objectiu de millorar l'accessibilitat a persones amb mobilitat reduïda i facilitar la instal·lació de nous sistemes d'il·luminació.
L'any 2016 va registrar l'entrada de 2.000 passatgers.
| Rodalia de Barcelona      |         |       |                       |                        |
| Procedència/Destinació    | <       | Línia | >                     | Procedència/Destinació |
| L'Hospitalet de Llobregat | Torelló |       | Sant Quirze de Besora | Ripoll¹                |

¹ Els regionals cadenciats direcció Ribes de Freser / Puigcerdà / La Tor de Querol no efectuen parada en aquesta estació.